# Metadentobunus
Genre
Metadentobunus est un genre d'opilions eupnois de la famille des Sclerosomatidae.

## Distribution
Les espèces de ce genre sont endémiques de Taïwan.

## Liste des espèces
Selon World Catalogue of Opiliones (11/05/2021) :
- Metadentobunus brevispinus Chen & Shih, 2018
- Metadentobunus formosae Roewer, 1915
- Metadentobunus garampiensis Suzuki, 1944

## Publication originale
- Roewer, 1915 : « Fünfzehn neue Opilioniden. » Archiv für Naturgeschichte, vol. 80, no 9, p. 106–132 (texte intégral).